# Kega Fusion
Kega Fusion是由Steve Snake所開發的MD模擬器，它同時也具備模擬MD CD，Sega 32X，Sega Game Gear、Sega Master System的能力。並且都有非常高的模擬正確度，是目前正確度最高的MD/32X模擬器。
目前Fusion除了執行遊戲所需的基本功能以外，還具備修改/金手指，網路連線，及將遊戲音樂錄製成wav，vgm格式的能力。未來還有可能加入錄影，甚至有可能加入模擬Sega Saturn的功能。